# Johannes van Rensburg
Johannes Frederik Janse van Rensburg (Kaapstad, 24 september 1898 - aldaar, 25 september 1966), was een Zuid-Afrikaans fascistisch politicus. Hij was de commandant-generaal (leider) van de nationalistische Ossewabrandwag.

## Biografie

### Achtergrond, opleiding en vroege carrière
Johannes (Hans) van Rensburg werd op 24 september 1898 in Kaapstad geboren. Hij stamde uit een Afrikanerfamilie die haar oorsprong had in Rijnsburg. Zijn overgrootvader, eveneens een Johannes van Rensburg (1810-1880), was een politicus in Oranje Vrijstaat die streefde naar samenwerking met de Britten en als zodanig werd aangemerkt aan een Loyalist.
Hans van Rensburg volgde onderwijs in Winburg en na zijn eindexamen in 1918 studeerde hij Duits aan de Universiteit van Stellenbosch. Bemoedigd door de nationalistische Afrikaner Tielman Roos, een vooraanstaand uiterst rechts politicus en later minister van Justitie, studeerde hij na de voltooiing van zijn studie Duits ook nog rechten aan de Universiteit van Pretoria. Hij was korte tijd advocaat en werd in 1924 privésecretaris van minister van Justitie Tielman Roos en in 1925 werd hij adviseur van de procureur-generaal. In 1930 verwierf hij de doctorstitel aan de Universiteit van Pretoria.

### Fascistischleider
Hans van Rensburg werd in 1933 procureur-generaal en maakte in die functie buitenlandse reizen, waaronder naar Duitsland waar hij Adolf Hitler, Hermann Göring en andere topfunctionarissen van het naziregime ontmoette. Hij bewonderde Hitler en raakte overtuigd van de superioriteit van het blanke Afrikanerras. Van Rensburg beschouwde de Engelstalige blanken in Zuid-Afrika als onderdrukkers van de Afrikanertaal en cultuur. Anders dan bijvoorbeeld Louis Weichardt, de leider van de nationaalsocialistische Gryshemde, moest Van Rensburg niets weten van toenadering tot de Engelstaligen.
Van Rensburg werd op 1 december 1936 benoemd tot administrator van Oranje Vrijstaat. Toen in september 1939, na de oorlogsverklaring van Zuid-Afrika aan Duitsland, de pro-Engelse generaal Jan Christiaan Smuts premier van Zuid-Afrika werd, voelde Van Rensburg zich ongemakkelijk en op 1 december 1940 trad hij als administrator van Oranje Vrijstaat af.
Op 15 januari 1941 werd Van Rensburg gekozen tot commandant-generaal (leider) van de extreem-nationalistische Ossewabrandwag (OB), een organisatie die in 1938 in het leven was geroepen door jonge Afrikaners om de eeuwfeesten van de Grote Trek (waarbij de trek met ossenwagens in 1838 werd nagespeeld) in goede banen te leiden. De OB werd een populaire organisatie en bleef als nationalistische met fascistische trekjes na de eeuwfeesten bestaan. Er werd zelfs een paramilitaire afdeling opgericht, de Stormjaers. Na het uitbreken van de Tweede Wereldoorlog nam het ledenaantal van Ossewabrandwag sterk toe. In 1940 rekruteerde het Zuid-Afrikaanse leger 137.000 vrijwilligers voor de strijd tegen de asmogendheden, OB wist 250.000 paramilitaire Stormjaers te rekruteren. Van Rensburg geloofde in een spoedige Duitse overwinning in Europa, waarbij de Britse imperialisten een nederlaag zouden lijden. De Stormjaers zouden dan in Zuid-Afrika de macht grijpen en een pro-nazistische regering installeren die nauw zou samenwerken met de asmogendheden. In de tussentijd trainden de Stormjaers, bestudeerden leden van OB fascistische en nationalistische geschriften en hield men zich bezig met sabotageacties. Op haar hoogtepunt telde Ossewabrandwag 300.000 leden.
Door de nationaalsocialistische opvattingen van de leden van de OB kwamen Van Rensburg en de zijnen in conflict met Daniel François Malan, de leider van de Nasionale Party, die weliswaar sympathie had voor de oorlogsdoelen van de asmogendheden, maar tegen de nationaalsocialistische ideologie gekant was. De meeste Afrikanernationalisten kozen hierop partij voor Malan en zij die lid waren van Ossewabrandwag zegden in dat geval hun lidmaatschap van deze organisatie op.
In september 1942 werd Ossewabrandwag door de regering-Smuts, die tot dan toe het gevaar van deze organisatie had onderkend, verboden. Een aantal extremisten, w.o. de latere premier en president van Zuid-Afrika, John Vorster, geïnterneerd. De OB bleef echter ondergronds actief, maar toen de geallieerden aan de winnende hand was, keerden velen de OB de rug toe.

### Na deTweede Wereldoorlog
Na de Tweede Wereldoorlog werd de OB weer gelegaliseerd en Van Rensburg bleef tot 1952 commandant-generaal. Veel doelstellingen van de OB werden na de verkiezingsoverwinning van de Nasionale Party van Malan in 1948 gerealiseerd. De macht van de Engelstaligen werd gebroken en het zogenaamde "swart gevaar" zou geen kans meer krijgen. De door Van Rensburg voorgestane eenpartijstaat bleef echter achterwege en het parlementaire stelsel bleef - zij het in het voordeel van de nationalistische regering - gehandhaafd.
Van Rensburg had zitting in een aantal regeringscommissies en ging in 1962 met pensioen. Een aantal OB-kameraden hadden voor hem boerderij, Mooi Eiland bij Parys (Vrijstaatprovincie) gekocht.
Johannes van Rensburg overleed een dag na zijn 68ste verjaardag, op 25 september 1966 in Kaapstad. Tijdens de oorlogsjaren genoot Van Rensburg een grote populariteit onder de Afrikanernationalisten. Hij was veel populairder van concurrerende fascisten in Zuid-Afrika als Oswald Pirow van Nuwe Orde en Louis Weichardt en Johannes von Moltke van de Gryshemde. Overigens heeft Van Rensburg altijd ontkend een fascist te zijn. Hij heeft zich ook nooit openlijk een fascist genoemd. Uit alles blijkt echter waar zijn sympathieën lagen.

## Trivia
- Van Rensburg was de enige fascistische leider in Zuid-Afrika wiens voorouders van vaderszijde in Nederland te vinden zijn: Oswald Pirow, Louis Weichardt en Johannes von Moltke voorouders van vaderszijde kwamen uit Duitsland.

## Verwijzingen
1. ↑  https://www.worldstatesmen.org/South_Africa_provinces.html#Orange_Free_State
2. 1 2  De geschiedenis van de Apartheid, door: Brian Lapping, 1986, blz. 92

- International Standard Name Identifier: 0000 0000 5146 0980
- Nederlandse Thesaurus van Auteursnamen: 25191173X
- Virtual International Authority File: 41671225